# Août en éclats
 (mars 2019).
 (septembre 2023).
 (septembre 2023).
Août en éclats est un festival de musique, de théâtre et de cirque organisé depuis 2005 par le Centre culturel de Soignies, en Belgique.
Le festival, gratuit, vise un public familial et propose une approche pluridisciplinaire[Quoi ?]. Août en éclats accueille chaque année une vingtaine de spectacles, des installations plastiques, un village des enfants et un marché du monde, des associations et des saveurs. Près de 7 000 personnes prennent part à cette rencontre artistique. L’événement accueille autant des artistes établis que des artistes de la relève.

## Concept
Le festival organise des spectacles et activités dans plusieurs lieux :
- Les places Verte et Van Zeeland au cœur du centre historique de Soignies servent d’écrin aux 6 scènes d‘Août en éclats et aux spectacles proposés.
- À côté de la grande scène qui accueille chaque année les formations musicales s’adressant à un large public, on retrouve la petite scène réservée aux découvertes.
- En contrebas de l’Espace culturel Victor-Jara, les gradins sont consacrés aux arts circassiens. Il en est de même pour la Halle qui accueille des spectacles visuels plus intimistes.
- Le patio, à côté de l’Espace Jara, est, quant à lui, consacré à des représentations à destination du jeune public.
- Le jardin du Centre d'art et de culture et la placette dite « des Orphelins », propose au public des spectacles et activités créatives.

Août en éclats vise un public familial. Le Centre d'expression et de créativité « Les Ateliers de l’Escalier » propose aux familles un espace de création.
Un « marché du monde » est également organisé durant le festival qui propose à la vente des objets venant du monde entier au travers d'une vingtaine de boutiques.
Par ailleurs, des stands d’ONG sont établis avec pour but de sensibiliser les publics à différentes problématiques sociétales.
Enfin, un marché des saveurs propose un large assortiment de d’aliments.

## Un pôle culturel
Un large public familial se rassemble tous les derniers samedis d’août dans le centre historique de Soignies. Il vient principalement des régions du Centre et de Mons-Borinage. Au fil du temps, un public élargi venant de régions plus éloignées de Belgique mais aussi du Nord de la France s'est constitué autour de l'événement.

## Chronologie

### Années 2000

#### Édition 2005
- Musique : Les Balochards, Pascal Serra quartet, United Tartan Pipes Band, Little Cailloux, Khasma,Les Vaches aztèques, Priba 2000, Eté 67, Didier Laloy invite Gabriel Yacoub, Marka, Trio Trad, Perry Rose.
- Théâtre/cirque/installations : Cie Alfonsbul, Les P'tits Bouts G'lionnes, Théâtre du Plantin, Théâtre de l'Obsidienne, Cie Pass Pass, Les Dahrus, Les P'tits Bras.

#### Édition 2006
- Musique : Mary M, El Pueblo, Chico & the Mojo, Dassin's Brothers, Ready Jazz Band, Cédric Gervy, Perry Rose, Les Talons gitans, Samarabalouf, Machiavel.
- Théâtre/cirque/installations : Macadam Circus, Cie Wazovol, Cie Ebadidon, Dujoli Cirkus, Confrérie des Géants, Cie du Mirador, Théâtre de l'Obsidienne.

#### Édition 2007
- Musique : Alchemik Babylon Beats, Basin' Street Band, Crétonnerre, Alexandre Cavalière & Jazzy Strings, Les Talons Gitans, Family Jammin, Les Drum's Band, Buenas Ondas, Madelgaire, Lè Vangle, 3 Lost Maniacs, Babylon Circus.
- Théâtre/cirque/installations : Macadam Circus, K Yak, Ski Pass, Fredini, Foule Théâtre, Les Andromaks, Les Tréteaux du Coeur Volant.

#### Édition 2008
- Musique : Buenas Ondas, Yel, Deep Culcha, Poulycroc, Bab El Wesh, Extinguish, Exalter, Studio Pagol, Emmanuel & Crew, Jazzpirine, Big Road, Running Wild, Lè Vangle, silver Riot, Hooverphonic.
- Théâtre/cirque/installations : Davasi, Les Motasses, Les Emouvantails, Funeral Wedding, Don Cameleon, Fire Delirium, Théâtre du Plantin.

#### Édition 2009
- Musique : La scana del Domingo, Buenas Ondas, Awissa, Los Petardos, Les Caricoles, Marka y La sonora Cubana, Daan, Jupiter & Massive 5, Robert G., Magig Jazz Band, Freddy Loco & The Gordo Ska Band, On prend l'Air, Joystix, La Grande Sophie.
- Théâtre/cirque/installations: Odile Pinson, Hopla Circus, théâtre du Plantin, Kubikels, Mes Dames Pipi, Cie Ebadidon, L'Arche en sel, Cie Sapiens.

### Années 2010

#### Édition 2010
- Musique : Camping Sauvach, My Little Cheap Dictaphone, EC70, Plastic Birds, Cédric Gervy, Skarbone 14, Café Liégeois, Diego's Umbrella, Ju Anafe, Youth of Spirit, La Scana del Domingo, Blue Paranoïa, Richard Gotainer.
- Théâtre/cirque/installations: Les Goulus, Wazovol, La petite Valise aux Rêves, Che Cirque, Kirkas Gaya, Guipaz.

#### Édition 2011
- Musique : Lucy Lucy, Antwerp Gipsy Ska Orchestra, La cafetera Roja, Vegas, Souny Sinto, Dalton Telegramme, Ukulele Preachers, Volt Selector, Barrio Populo, Kupid Kids, Piano C, Puggy.
- Théâtre/cirque/installations: Kamikamu, Cirko Senso, Cie d'Outre rue, Atelier du Trapèze, Torch Michaël, Loulap, FlorOh!phone, Cie Six Faux Nez.

#### Édition 2012
- Musique : Superamazoo, Noa Moon, BJ Scott, Kiss & drive, Pickle Juice, Plastic Birds, Flying Cervelazz, Manbouss, Michel Mainil swing band, Whylanders, Ozark Henry.
- Théâtre/cirque/installations : Mister K, Cie Bilbobasso, Les P'tits Bras, Mr Jo, Les Désaxés, Dwish Théâtre, Cie Ebadidon.

#### Édition 2013
- Musique : Black Tartan Clan, Cédric Gervy, 65 Mines Street, Smooth & the Bully Boys, Les Chimères bleues, Kawa Dub, Bastian Baker, Piano Club, Charles Rêve, Shyvas, Stephan Eicher.
- Théâtre/cirque/installations: Les Petits Délices, Cie du Grand frisson, Cie Corps à Conte, Hoopelaï, Cie Pakipaya, Fish factory, Quelconques Errants, Orryflammes.

#### Édition 2014
- Musique : El Hijo de la Cumbia, Amsterdam Faya Allstars, Mr 13, MariaSoon, Little Roman & The Dirty Cats, Django Granata, Kid Noize, Saule, Les Anchoises, Uman, Poneymen, Saule, Arno.
- Théâtre/cirque/installations: Le Cirque du Bout du Monde, Cie du Grand Frisson, Circo Ri^popolo, Kadavresky, Attention Jongleurs, Les Triplettes, Puurlain Cie, Théâtre de l'Obsidienne, Altern'Active.

#### Édition 2015
- Musique : Les Fanfoireux, Sonnfjord, Chicos Y Mendes, Roscoe, O 'Tchalaï, Wonder Monster, L'Or du Commun, Kings of Edelgran, Spoons of Knowledge, La Chiva Gantiva, Antoine Chance, Ozark Henry, Babylon Circus.
- Théâtre/cirque/installations : Les 3 P'tits Lardons, Cie Deux sans Trois, Théâtre de l'Obsidienne, Circus Katoen, Les P'tits Bras, Les Volcanics, Cie Paris-Nénarès, Cie des 4 Saison.

#### Édition 2016
- Musique : Southern Cajun, L'Amicale de la Nouvelle Orléans, Keep Yourself Alive, Black Paws, Onda Vaga, Summer Rebellion, Che Sudaka, Ulysse, Grandgeorge, Sharko, Nicola Testa, Rachid Taha.
- Théâtre/cirque/installations: Cocagne!, La BIM déboule, Cie Takapa, Cie Albedo, Circus Krak, Cie Rasoterra, Circo Ripopolo, Cie Circolabile, The Walley Range All Stars, Cie Marcel et ses Drôles de Femmes

#### Édition 2017
- Musique : Ukulele Preachers Duo, Duo MZ, Pop Shit, JLB Riddim, Rive, From Kissing, Phoenician Drive, James Deano, Fùgù Mango, Noa Moon, Allez Allez, Nits.
- Théâtre/cirque/installations: Les Gars du Gaz, Exoot, Cie Tresperte, Cie Super Super, Cie Chaboti, Cie Balancetoi, Cie Agartha, Lejo.

#### Édition 2018
- Musique : Balkazar Projet, Little Legs, Los Petardos, Melfiano, Billions of Comrades, Pale Grey, Zompa Family, Glass Museum, Swing, Saule, Soldout, RO x Konoba.
- Théâtre/cirque/installations: Le C(h)oeur des Marionnettes, Cie Les Contes d'Asphaldt, Duo Kaos, Sitting Duck Company, Cie Semences d'Art, Cie Avis de Tempête, Cie Lorsque Soudain, Cie Balancetoi.